# Powells Crossroads
Powells Crossroads é uma cidade  localizada no estado norte-americano de Tennessee, no Condado de Marion.

## Demografia
Segundo o censo norte-americano de 2000, a sua população era de 1286 habitantes.
Em 2006, foi estimada uma população de 1224, um decréscimo de 62 (-4.8%).

## Geografia
De acordo com o United States Census Bureau tem uma área de
11,3 km², dos quais 11,3 km² cobertos por terra e 0,0 km² cobertos por água.

## Localidades na vizinhança
O diagrama seguinte representa as localidades num raio de 20 km ao redor de Powells Crossroads.